# Sainovina
Sainovina (cyr. Саиновина) – wieś w Serbii, w okręgu zlatiborskim, w gminie Čajetina. W 2011 roku liczyła 646 mieszkańców.